# Sescoi
Sescoi est un éditeur de logiciels industriels pour la fabrication assistée par ordinateur (FAO), l'intégration dans l'entreprise et l’accroissement de la productivité de l'entreprise. Son logiciel WorkNC est un des leaders du marché dans le domaine de la CFAO,  il est  utilisé par plus de 25 % des entreprises industrielles des pays développés tels que le Japon. Sescoi développe également WorkPLAN, une gamme de progiciels de gestion intégrés (ERP) pour les fabricants à l'affaire et les entreprises gérant par projet. Sescoi a plus de 5 000 clients et 11 000 licences à travers le monde.

## Historique
Sescoi a été créée par Bruno Marko à Mâcon en 1987. Le nom de la société est un acronyme de "Société Européenne Spécialisée en Communication Organisation et Informatique". La société se voulait un  pionnier dans le  développement de logiciels de FAO 3D avec le lancement de WorkNC en 1988. WorkNC est reconnu pour avoir mis l'accent sur l'automation et la facilité d’utilisation.
En 1992, la société a lancé WorkPLAN, son premier progiciel de gestion intégré pour la fabrication à l'affaire et la gestion de projets.
Sescoi a racheté Xitron en 2001 et Mecasoft Industrie, développeur de SolidConcept, en 2002.
La société a commercialisé WorkNC-CAD en 2002, WorkNC 5-axes en 2003 et WorkNC G3 en 2007.
Une nouvelle génération de WorkPLAN ERP a été développée et commercialisée en tant que deux produits complémentaires. Le premier de ces produits est MyWorkPLAN, un système ERP modulaire pour la gestion de projets lancé en 2006. Le second est WorkPLAN Enterprise, une solution ERP complète lancée en 2008 pour les fabricants à l'affaire, les moulistes et les bureaux d'études. Ces deux produits utilisent le moteur de base de données MySQL et incluent une interface utilisateur refondue avec une arborescence de navigation similaire à celle utilisée dans les systèmes de conception assistée par ordinateur.
En 2008, Sescoi a lancé WorkXPlore 3D, un outil collaboratif de visualisation 3D ultra-rapide pour l'analyse et le partage de fichiers CAO 3D sans avoir besoin de l'application de CAO d’origine.
En 2009, Sescoi a lancé WorkNC Dental, un système CFAO pour l'usinage de constructions prothétiques, d'implants ou de structures dentaires, sans oublier WorkNC Electro-érosion à fil, un logiciel d'électro-érosion à fil.
Sescoi possède des bureaux aux États-Unis, au Royaume-Uni, en France, en Allemagne, en Espagne, en Inde, au Japon, en Chine et en Corée du Sud ainsi qu'un réseau de plus de 50 distributeurs à travers le monde qui assistent les clients dans divers domaines tels que l'automobile, l'aéronautique et la défense, l'ingénierie, la mécanique générale, le médical et le dentaire, l'outillage et la fabrication de moules.
En Janvier 2013, Sescoi a rejoint Vero Software Group.

## Principaux produits
WorkNC – Logiciel de CFAO automatique pour l'usinage du 2 au 5 axes de formes complexes.  
WorkXPlore 3D – Viewer - Outil collaboratif de visualisation 3D ultra-rapide pour l'analyse et le partage de fichiers CAO 3D
Solution WorkPLAN: WorkPLAN Enterprise – Système ERP pour la fabrication à l'affaire
Solution WorkPLAN: MyWorkPLAN  - Logiciel ERP pour la gestion de projets
WorkNC Dental - Logiciel de CFAO automatique pour l'usinage de constructions prothétiques, d'implants ou de structures dentaires

## Activités de sponsorisation
Sescoi a toujours été impliqué dans le sponsoring sportif et notamment connu pour avoir sponsorisé la Formule 1 de l'équipe Prost Grand Prix en 1999 et 2000 ainsi que Catharina Felser, la coureuse automobile allemande. 
Sescoi a également sponsorisé et travaillé en collaboration avec Eric Barone, qui a battu le record du monde de descente sur neige à une vitesse de 217 km/h avec un vélo fabriqué à l'aide du logiciel WorkNC.

## Liens
- Site officiel
- Site officiel du logiciel ERP WorkPLAN
- Site officiel du logiciel WorkXPlore 3d
- Site officiel du logiciel WorkNC Dental